# Fossora
| Recensione    | Giudizio |
| ------------- | -------- |
| AllMusic      |          |
| Mojo          |          |
| Pitchfork     | 8.4/10   |
| Rolling Stone |          |

Fossora è il decimo album in studio della cantautrice islandese Björk (l'undicesimo, contando anche l'omonimo album solista del 1977), pubblicato dalla One Little Independent Records il 30 settembre 2022.

## Descrizione
Fossora trae in parte ispirazione dalla morte della madre di Björk, Hildur Rúna Hauksdóttir, avvenuta nel 2018. Le canzoni Sorrowful Soil e Ancestress riguardano Hildur e il dolore di Björk per la sua scomparsa: nelle note di copertina dell'album, la prima riporta il sottotitolo «un elogio per Hildur Rúna», la seconda «un epitaffio per Hildur Rúna». L'album è stato concepito durante il lockdown per la pandemia da COVID-19, dopo che Björk si era recata in Islanda per registrare. In linea con i temi dell'album, il suo titolo è la versione femminile sgrammaticata della parola latina per «scavatore». L'album si avvale della collaborazione del cantante statunitense Serpentwithfeet, dei due figli di Björk Sindri e Ísadóra, del duo dance indonesiano Gabber Modus Operandi e del sestetto di clarinetti bassi Murmuri.
Allow è un brano scartato dal precedente album di Björk, Utopia, in seguito riarrangiato per Fossora. In un'intervista con Jazz Monroe di Pitchfork, Björk afferma che l'album sia iniziato come «molto concettuale, tipo: "Questo è l'album del clarinetto!", poi a metà, ho pensato: "fanculo"». La cantante ha descritto Fossora come un «album islandese: spesso disinibito e instabile, ma anche immerso nelle tradizioni corali e folk del paese», con archi programmati dalla stessa Björk nella sua caffetteria locale. Il suo interesse per i funghi «ha unito i temi del disco di sopravvivenza, morte e meditazione ecologica». La cantante ha confrontato Fossora con l'album precedente, Utopia, che definisce «un paradiso in cielo» dopo il suo traumatico divorzio da Matthew Barney, affermando che Fossora rappresenta il suo ritorno sulla Terra. Descrive la metafora del fungo come «qualcosa che vive sottoterra, ma non le radici degli alberi. Un album di radici d'albero sarebbe piuttosto severo e stoico, ma i funghi sono psichedelici e spuntano ovunque.»

## Tracce
Testi e musiche di Björk, eccetto dove indicato.
1. Atopos (feat. Kasimyn) – 4:46 (musica: Björk, Kasimyn)
2. Ovule – 3:38
3. Mycelia – 2:00
4. Sorrowful Soil – 3:15
5. Ancestress (feat. Sindri Eldon) – 7:17
6. Fagurt er í fjörðum – 0:44 (Latra-Björg)
7. Victimhood – 6:57
8. Allow (feat. Emilie Nicolas) – 5:26 (testo: Björk, Emilie Nicolas)
9. Fungal City (feat. serpentwithfeet) – 4:45
10. Trölla-Gabba (feat. Kasimyn) – 1:57 (musica: Björk, Kasimyn)
11. Freefall – 4:31
12. Fossora (feat. Kasimyn) – 4:19 (musica: Björk, Kasimyn)
13. Her Mother's House (feat. Ísadóra Bjarkardóttir Barney) – 4:33 (testo: Björk, Ísadóra Bjarkardóttir Barney)

## Classifiche
| Classifica (2022) | Posizione massima |
| ----------------- | ----------------- |
| Austria           | 28                |
| Belgio (Fiandre)  | 7                 |
| Belgio (Vallonia) | 25                |
| Finlandia         | 30                |
| Francia           | 32                |
| Germania          | 10                |
| Irlanda           | 44                |
| Islanda           | 4                 |
| Italia            | 52                |
| Paesi Bassi       | 19                |
| Regno Unito       | 11                |
| Spagna            | 33                |
| Stati Uniti       | 100               |
| Svizzera          | 5                 |
| Ungheria          | 30                |